# 2024年の出版
2024年の出版（2024ねんのしゅっぱん）では、2024年の出版に関する出来事についてまとめる。
2023年の出版 - 2024年の出版 - 2025年の出版

## 出版関係の出来事
出版社の設立・倒産、文庫・新書の創刊、雑誌の創刊・休刊、ミリオンセラーの出版などを記載。特記した場合を除き、創刊、休刊・廃刊、復刊の日付は、それぞれ創刊号、最終号、復刊号の発売日である。

### 1月
- 1月4日 - 栃木県鹿沼市を本拠に、主に園芸関係の書籍を手掛けていた「栃の葉書房」が宇都宮地方裁判所から破産手続き開始決定を受け倒産[1]。
- 1月5日 - 宝島社はこの日、前年12月14日に逝去した創業者・前社長の蓮見清一（享年80）に代わる新社長に取締役兼編集総局長を務めていた関川誠が前年12月25日に行われた取締役会の決議を経て就任したことを発表[2][3]。
- 1月10日 - 週刊誌『日本印刷新聞』（1949年創刊）や月刊誌『印刷界』（1950年創刊）を刊行していた日本印刷新聞社（東京都中央区、1949年設立）他1社が東京地方裁判所（以下、東京地裁と表記）から破産手続き開始決定を受け倒産。負債は2社合わせて約7500万円[4]。
- 1月19日 - 二度にわたり休刊した映画専門月刊誌『映画秘宝』がこの日発売の3月号から再々復刊。今回の復刊にあたっては「合同会社秘宝新社」を新たに設立している[5]。

### 2月
- 2月4日 - 集英社の漫画雑誌『週刊少年ジャンプ』の発売前の画像をネットに公開（いわゆる「早バレ」）していたとして、熊本県警と新潟県警の合同捜査本部はこの日、外国籍の男2人を著作権法違反容疑で逮捕。逮捕を受け同社は翌5日、「このような行為は読者の楽しみを奪うものだけではなく著者も大変心を痛めている。今回の逮捕は問題解決に向けた大きな前進と考えており、今後は読者の皆様に漫画を適正な形で楽しんでいただくよう色々な対策を講じていく」とのコメントを発表した[6][7]。2人は2月25日にも同法違反容疑で再逮捕され[8]、その後熊本地方裁判所は7月25日、2人にいずれも執行猶予及び罰金付きの有罪判決、法人に対しても罰金100万円を科した。裁判官は「著作権の保護制度を揺るがしかねない悪質な犯行だ」と断罪した[9]。
- 2月24日 - 双葉社発行の月刊漫画雑誌『月刊アクション』（2013年創刊）がこの日発売の4月号をもって休刊。掲載作品の今後については最終号で発表するとした[10]。

### 3月
- 3月30日 - 岩手県盛岡市を中心に発行していた地域紙『盛岡タイムス』（1969年10月創刊）が部数減による経営状況悪化に伴いこの日の発行を最後に廃刊。また発行元の「盛岡タイムス社」も従業員13人全員を解雇[11]。会社自体も10月28日付で盛岡地方裁判所から特別清算開始決定を受けた。負債総額は約1億円[12]。

### 4月
- 4月3日 - 月刊英文娯楽情報誌『Eye-Ai』（1977年創刊）などを刊行していたリバーフィールド社（東京都港区、1976年創立）がこの日付で東京地裁から破産手続き開始決定を受け倒産。なお『Eye-Ai』については別会社により発行が継続されている[13]。
- 4月8日 - ブシロード発行、KADOKAWA発売の少年月刊漫画雑誌『月刊ブシロード』（2013年9月創刊）がこの日発売の5月号をもって休刊。一部の掲載作品については媒体を変更して継続する予定[14]。
- 4月18日 - 閉鎖された海賊版サイト『漫画村』を巡り、KADOKAWA、集英社、小学館の出版3社が元運営者に対して19億円余りの損害賠償を請求した訴訟で、東京地裁は元運営者に17億円を支払うよう命じた[15][16]。一方、元運営者はスポーツ紙の取材に対し「（判決に）納得できない。漫画村について一切後悔はない」と語り[17]、5月2日に判決を不服として控訴した[18]が、7月8日付で知的財産高等裁判所が控訴状を却下し判決が確定した[19]。

### 5月
- 5月24日 - 講談社が、この日付で主に芸能人関係の書籍や写真集を刊行するワニブックス[注 1]の全株式を取得して完全子会社化した[20]。

### 6月
- 6月10日 - イードが編集・刊行、Gakkenが販売していた声優情報誌『声優アニメディア』（2004年刊行、2023年9月より季刊化）がこの日発売の夏号をもって休刊。20年の歴史に幕を下ろした[21][22]。

### 7月
- 7月22日 - 麻布台出版社が刊行していた月刊男性アイドル誌『ポポロ』（1992年6月創刊）がこの日発売の9月号をもって休刊。32年の歴史に幕[23]。

### 8月
- 8月7日・9日 - 宝島社の月刊ファッション雑誌『steady.』（2006年11月創刊）が7日発売の9月号をもって休刊。また同じく月刊ファッション雑誌の『mini』（2000年創刊）は9日発売の9月号より偶数月発行に変更[24]。

### 9月
- 9月2日 - 前年7月に71年の歴史に幕を閉じたクラシックCD専門・レコード批評誌『レコード芸術』がオンラインで復活。月額1000円の有料コンテンツと無料コンテンツの2種類を用意する。またこれの総集編を紙媒体で刊行する予定[25]。
- 9月12日 - Gakkenが桐原書店の発行済み株式の過半数を取得しグループ会社化[26]。
- 9月27日 - 北海道札幌市に本拠を置き、主に海外作品の翻訳、また海外向けに英訳本を出版していた柏艪舎（はくろしゃ、2000年創立）がこの日付で札幌地方裁判所から破産手続き開始決定を受け倒産。負債総額は約2億5800万円[27]。

### 10月
- 10月8日 - リクルートは、同社が発行する旅行情報誌『じゃらん』（1990年創刊）及び『じゃらんムックシリーズ』の合計11媒体について、発行部数の多い北海道を除いて2025年3月末をもって順次休刊することを発表。休刊後はインターネット情報サイト「じゃらん.net」に集約する[28][29]。
- 10月10日 - 山と渓谷社が9月25日に発売したロッククライミング専門誌『ROCK & SNOW』No.105号に掲載されたロッククライマーで本年6月に逝去した倉上慶大（享年38）の追悼記事「追悼 倉上慶大 1985 - 2024」で、文藝春秋が運営するウェブサイト『Nunber Web』に2022年12月31日に掲載されたインタビュー記事から一部盗用があったとして、同社はこの日公式サイトで謝罪した[30][31]。
- 10月21日 - ぶんか社が刊行するファミリー4コマ漫画誌『主任がゆく!スペシャル』（2006年に季刊誌として創刊。隔月刊を経て2009年に月刊化）がこの日発売のVol.194をもって休刊。18年余りの歴史に幕[32]。

### 11月
- 11月1日
  - 1976年刊行の住宅情報誌を前身とし、2009年から現在の名称で発行されていたリクルートの隔週発行のフリーペーパー『SUUMO（スーモ）シリーズ』3冊（スーモ新築マンション・スーモマガジン・スーモの注文住宅）、及び一部市販誌について2025年2月以降順次休刊することがこの日、関係者の話で判明。今後は公式サイトやスマホアプリを通じて展開する。当初、サンケイスポーツの取材に応じた同社は「現時点でお話できることはない」とした[33]が、その後、11月5日に同社から正式に休刊が発表された[34]。・
  - いわき平競輪のレース予想紙の編集・発行を手掛けていた福島県いわき市の坂倉出版がこの日付で福島地方裁判所いわき支部から破産開始決定を受け倒産。負債総額は1億円余り。同社は紙媒体の需要低下などを理由に前年7月に事業を停止していた[35]。
- 11月20日 - 文友舎発行の豊満女性向けファッション誌『la farfa』（ラファーファ、2013年3月創刊）がこの日発売の2025年1月号をもって休刊。休刊は10月3日に同社公式サイトで発表された。また同誌の増刊である『OTONA LAFARFA』（オトナ・ラファーファ）も10月9日発売号で休刊[36]。
- 11月23日 - プロ野球・埼玉西武ライオンズが発行していた球団月刊情報誌『LIONS MAGAZINE』（ライオンズ・マガジン、2013年4月にフリーペーパーとして創刊、2015年に月刊誌に移行）がこの日発行の12月号をもって休刊。フリーペーパー時代を含めて11年余りの歴史に幕[37]。

### 12月
- 12月3日 - リクルートは、求人情報フリーパーパー『タウンワーク』全77版（1998年11月創刊）について、2025年3月24日発行分の3月31日号をもって休刊することを発表。26年余りの歴史に幕。今後はウェブアプリ『タウンワークネット』に一本化する[38]。